# 378
378 (CCCLXXVIII) je bilo navadno leto, ki se je po julijanskem koledarju začelo na ponedeljek.

## Dogodki
- 9. avgust - Bitka pri Odrinu

## Smrti
- Valens, cesar Vzhodnega rimskega cesarstva (* 328)